# Nothing to Lose (pesem, Bret Michaels)
»Nothing to Lose« je naslov pesmi, ki jo je napisal Bret Michaels, posnel pa jo je kot prvi singl za svoj samostojni glasbeni album, Custom Built. Pesem naj bi na začetku posnel Bret Michaels sam, vendar je v tistem času sodeloval z Miley Cyrus, ki jo je prosil, da bi zapela eno izmed pesmi iz njegovega samostojnega albuma. Miley Cyrus je takrat snemala svojo verzijo uspešnice njegove skupine Poison, in sicer balado »Every Rose Has Its Thorn«, ki jo je z Bretom Michaelsom zapela za svoj tretji glasbeni album, Can't Be Tamed, nato pa sta začela sodelovati tudi pri novem singlu.

## Ozadje in sestava
Pesem »Nothing to Lose« je country-rock balada, ki jo v ozadju v glavnem spremlja akustična kitara. Pripovedovalec v njej opisuje počasno razhajanje kot dekleracijo o soodvisnosti. Posneli so pet studijskih verzij pesmi »Nothing To Lose«; samostojno verzijo, samostojno akustično verzijo, verzijo z Miley Cyrus, akustično verzijo z Miley Cyrus in country verzijo s popularno Disneyjevo zvezdnico.

## Sprejem
Blake Boldt iz The 9513 je pesmi dodelil negativno oceno. Napisal je, da Bret Michaels poslušalce zvabi v pesem s sugestivnim odlomkom o tem, da je postal privlačnejši, ker si je želel rešiti zbledelo ljubezen. Blake Boldt je dejal, da pesem vsebuje določene elemente metala, mešanega z najstniškim countryjem. Menil je, da je Miley Cyrus pesmi ukradla njene harmonije.

## Nastopi v živo
Bret Michaels je s pesmijo »Nothing to Lose« v živo z akustično kitaro nastopil v oddaji Lopez Tonight Show in po odzivu občinstva na njegov iskreno uspešni nastop je George Lopez oddajo končal z: »Tako pa to delajo pravi rokerji.«

## Seznam verzij
Maksi singl
1. »Nothing to Lose« (skupaj z Miley Cyrus) - 3:54
2. »Nothing to Lose« (samo Bret Michaels) - 3:54
3. »Nothing to Lose« (skupaj z Miley Cyrus - country) - 3:54
4. »Nothing to Lose« (skupaj z Miley Cyrus - akustično) - 3:54
5. »Nothing to Lose« (samo Bret Michaels - akustično) - 3:54

Vir:

## Dosežki
| Lestvica (2010)                       | Dosežek |
| ------------------------------------- | ------- |
| U.S. Billboard Top Rock Digital Songs | 32      |